# لوف سووي
لوف سووي (الاسم العلمي:Arum sooi) هو نوع هجين من النباتات يتبع جنس اللوف من الفصيلة اللوفية.